# Церхењице
Церхењице (чеш. Cerhenice) је насељено мјесто са административним статусом варошице (чеш. městys) у округу Колин, у Средњочешком крају, Чешка Република, (20-так km од градића Нимбурк, 55 km источно од Прага).

## Становништво
Према подацима о броју становника из 2014. године насеље је имало 1.666 становника, док 2020. године има 1700 становника.

## Знамените личности
- Јован Машин (Церхенице, 14. јул 1820 — 24. децембар 1884, Београд), дворски љекар кнеза Михајла и краља Милана Обреновића, оснивач Српског лекарског друштва, члан Друштва српске словесности и касније Српског ученог друштва.